# Kennerleigh
Kennerleigh – wieś i civil parish w Anglii, w Devon, w dystrykcie Mid Devon. W 2011 civil parish liczyła 145 mieszkańców.